# Yasuhiro Yamamura
Yasuhiro Yamamura (japanisch 山村 泰弘 Yamamura Yasuhiro; * 18. August 1976 in der Präfektur Aichi) ist ein ehemaliger japanischer Fußballspieler.

## Karriere
Yamamura erlernte das Fußballspielen in der Schulmannschaft der Aichi High School und der Universitätsmannschaft der Aichi-Gakuin-Universität. Seinen ersten Vertrag unterschrieb er 1999 bei den Ventforet Kofu. Der Verein spielte in der zweithöchsten Liga des Landes, der J2 League. 2000 wechselte er zum Ligakonkurrenten Mito HollyHock. Für den Verein absolvierte er 33 Spiele. Danach spielte er bei den Gunma FC Horikoshi (2001–2002), Okinawa Kariyushi FC (2003–2004), Gainare Tottori (2004–2007), SC Tottori Dreams (2008–2009) und FC Maruyasu Okazaki (2010–2016). Ende 2016 beendete er seine Karriere als Fußballspieler.